# Tony DeMarco
Tony DeMarco, all'anagrafe Leonardo Liotta (Boston, 14 gennaio 1932 – Boston, 11 ottobre 2021), è stato un pugile statunitense campione del mondo dei pesi welter nel 1955.

## Carriera
Proveniente da famiglia di origine siciliana, di Sciacca (AG), esordì a torso nudo nel 1948, a soli sedici anni. Alla metà degli anni '50 fu pugile ai vertici mondiali della categoria dei welter.
Il 1º aprile 1955 DeMarco conquistò il titolo campione del mondo dei pesi welter battendo Johnny Saxton per knock-out tecnico al 14º round. Perse il titolo due mesi più tardi, sconfitto da uno dei più grandi welter di tutti i tempi, l'altro italoamericano Carmen Basilio. La rivincita di questo incontro, vinta anch'essa da Basilio per knock-out tecnico al 12º round, è stata giudicata fight of the year per l'anno 1955 dalla rivista specializzata Ring Magazine. Nel 1996, la stessa rivista lo ha inserito al 27º posto tra i più grandi match di pugilato con il titolo in palio.
Il 13 ottobre 1956, a Boston, DeMarco batté ai punti l'ex campione del mondo Kid Gavilán. Combatté poi tre match consecutivi contro il messicano Gaspar Ortega, futuro avversario di Benvenuti, Tiberia e Mazzinghi. Perse i primi due con verdetto contrastato ma vinse il terzo, unanimemente ai punti. 
Tra il 1957 e il 1958 contese senza successo il titolo del Massachusetts all'ex campione del mondo Virgil Akins. Nel febbraio 1960 salì di categoria ma fu sconfitto per knock-out tecnico al secondo round dal futuro campione del mondo dei pesi medi junior, Denny Moyer. 
Dopo questa sconfitta rimase inattivo per 22 mesi, per poi risalire sul ring con una vittoria contro un altro ex campione mondiale dei welter, il connazionale Don Jordan, che spedì al tappeto al secondo round. Concluse la carriera con una vittoria, nel febbraio 1962 e poi lasciò la boxe a soli trent'anni.

## Riconoscimenti
Boston gli ha dedicato un monumento nello storico distretto dell'East End. Nel 2019 DeMarco è stato ammesso nella International Boxing Hall of Fame.